# Schweinbach (Pommersfelden)

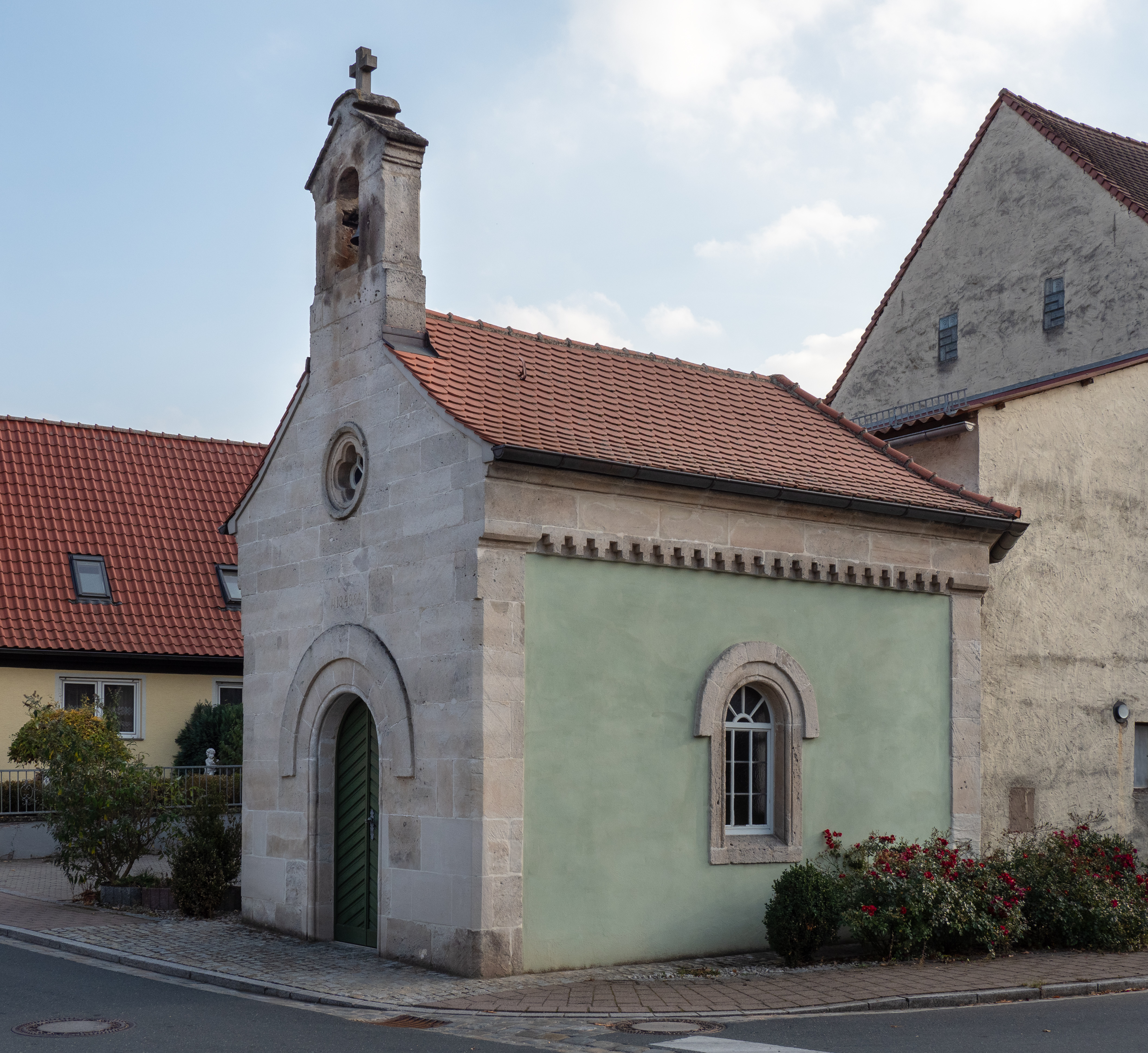
Kapelle St. Valentin

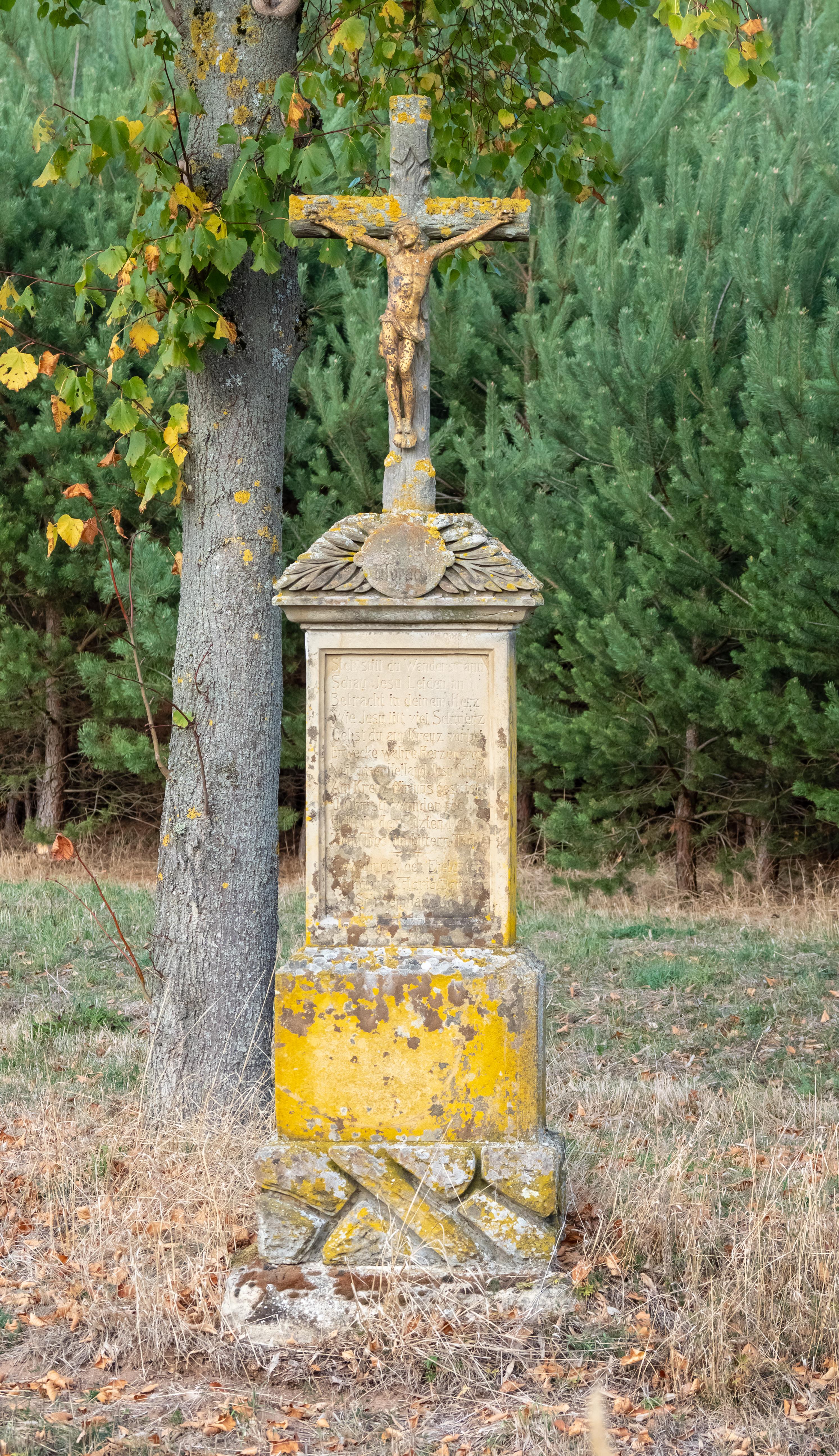
Kruzifix

Schweinbach (fränkisch: Säubach) ist ein Gemeindeteil von Pommersfelden im oberfränkischen Landkreis Bamberg in Bayern. Schweinbach liegt in der Gemarkung Sambach.

## Geografie
Durch das Dorf fließt der Rannengraben, ein rechter Zufluss der Reichen Ebrach. Südlich des Ortes speist er die Schweinbacher Teiche. Im Osten grenzt das Waldgebiet Ottental an. Dort befindet sich der Kratzberg (315 m ü. NHN). Ansonsten ist der Ort unmittelbar von Acker- und Grünland umgeben. Etwa einen Kilometer westlich liegt das Waldgebiet Weich, etwa einen Kilometer südlich befinden sich die Waldgebiete Gewächtelholz, Sechsmorgenschlag und Lindig.
Die Kreisstraße BA 24/ERH 17 verläuft nach Wind (1,7 km nordwestlich) bzw. zur Staatsstraße 2254 bei Zentbechhofen (1,7 km südöstlich). Die Kreisstraße BA 55/ERH 16 führt nach Aisch (5,5 km südlich).

## Geschichte
Erstmals urkundlich erwähnt wurde der Ort im Jahre 1109 als „Sûinaha“. 1296 hatte das Bamberger Stift St. Theodor Besitz in Schweinbach erworben. 1363 erwarben die Truchseß von Pommersfelden dort ein Gut und die Vogtei. 1545 besaßen sie einen großen Hof und drei Güter. 1733 war das Kloster Fulda Lehnsherr von Schweinbacher Gütern. Belehnt wurden damit die Herren von Schönborn.
Bei Schweinbach gab es eine Burg der Ministerialen von Cratz. Im Lehenbuch des Stifts St. Theodor, das zwischen 1556 und 1576 entstanden ist, wurde die Burg noch erwähnt. Nach deren Zerstörung verlegten sie ihren Sitz nach Sambach.
Gegen Ende des 18. Jahrhunderts gab es in Schweinbach 16 Anwesen und ein Gemeindehaus. Das Hochgericht übte das bambergische Centamt Bechhofen aus. Die Dorf- und Gemeindeherrschaft hatte das Kastenamt Schlüsselau. Grundherren waren das Hochstift Bamberg, Kastenamt Bechhofen (Theodorische Verwaltung): 4 Höfe, 1 Tropfhaus; Kastenamt Schlüsselau: 2 Hufen, 1 Gut, 1 Gütlein; Domkapitel Bamberg: 1 Hof, die Schönborn’sche Herrschaft Pommersfelden, 3 Sölde. 1802 gab es im Ort 17 Untertansfamilien. 1804 gingen die Schönborn’schen Güter an die Grafen von Nassau über.
Im Rahmen des Gemeindeedikts wurde Schweinbach dem 1808 gebildeten Steuerdistrikt Sambach und der im selben Jahr gebildeten Ruralgemeinde Sambach zugewiesen. In der freiwilligen Gerichtsbarkeit unterstanden drei Anwesen dem Patrimonialgericht Pommersfelden (bis 1848).
Im Zuge der Gebietsreform in Bayern wurde Schweinbach am 1. Mai 1978 in Pommersfelden eingegliedert.

### Baudenkmäler
- Haus Nr. 25: Katholische Kapelle Sankt Valentin
- Haus Nr. 28: Bauernhaus
- Kruzifix

### Einwohnerentwicklung
| Jahr      | 001819 | 001861 | 001871 | 001885 | 001900 | 001925 | 001950 | 001961 | 001970 | 001987 | 002018 | 002021 |
| Einwohner | 121    | 108    | 116    | 115    | 117    | 119    | 163    | 109    | 106    | 112    | 158    | 145    |
| Häuser    |        |        |        | 22     | 22     | 21     | 23     | 23     |        | 26     |        |        |
| Quelle    | [ 10 ] | [ 11 ] | [ 12 ] | [ 13 ] | [ 14 ] | [ 15 ] | [ 16 ] | [ 17 ] | [ 18 ] | [ 19 ] | [ 20 ] | [ 1 ]  |

## Religion
Der Ort ist römisch-katholisch geprägt und war ursprünglich nach St. Peter und Paul (Schnaid) gepfarrt, jetzt gehört er zur neu gebildeten Pfarrei St. Leonhard (Zentbechhofen). Die Einwohner evangelisch-lutherischer Konfession sind nach St. Maria und Johannes (Pommersfelden) gepfarrt.